# Linum pungens
Linum pungens är en linväxtart som beskrevs av Jules Émile Planchon. Linum pungens ingår i släktet linsläktet, och familjen linväxter. Inga underarter finns listade i Catalogue of Life.